# Fernando Bermúdez Ardila
Fernando Bermúdez Ardila (Armenia, 9 de agosto de 1963-Armenia, 2 de septiembre de 2022) fue un escritor, historiador, empresario, defensor de los derechos de los animales y político colombiano. Su obra literaria se basó en temas de paz. En 2010 fue nominado al Premio Nobel de la Paz.
Autor de una veintena de libros, en la mayoría de ellos dejó clara su preocupación por temas como la paz, la historia y el medio ambiente, induciendo al lector a una reflexión crítica. Planteó desde su punto de vista los mecanismos para la búsqueda de la paz social.

## Biografía
La infancia y adolescencia de Bermúdez transcurrió al lado de sus padres Jesús María Bermúdez Castro y Nancy Ardila de Bermúdez en Armenia, donde estudió la primaria y el bachillerato. En 1980 se trasladó a Pitalito, ciudad localizada al sur de Colombia con el objetivo de reclamar derechos herenciales por parte de su abuela, quien había fallecido. En ese período conoció Elvia Piedad Llanos Niño con quien contrajo matrimonio, fruto de la unión nacieron sus hijos, Juan David y Sofía Alexandra.
El viaje al Valle de Laboyos, programado inicialmente para una semana, se extendió por un largo periodo, ahí empezó a escribir sus primeras obras. Vivió 18 años en la región huilense y después se trasladó su domicilio a Bogotá, en la capital vivió 15 años, luego en el 2011 decidió regresar nuevamente al Huila donde se radicó en Neiva. Durante la década de los años ochenta y noventa, continúa escribiendo e investigando sobre temas históricos, culturales y sociales plasmados en fábulas, poemas, aforismos, novelas y alternando su carrera de empresario con cargos del sector público de elección popular.
Para 1995 terminó de escribir Reino de Cristal, libro que publicó años después. En 2006 salió al mercado Propuesta de paz, y continuó publicando hasta el 2013 obras de diversos géneros destacándose como novelista basado en la historia. En junio del año 2020 se casó con la médica Diana M. Rojas V. y se radicó en Neiva la capital del Huila, ciudad donde dirigió varios proyectos urbanísticos de la región. El 2 de septiembre de 2022 mientras acudía a una audiencia virtual de un caso que le perjudicaba y donde se le señalaba como autor intelectual del homicidio del periodista Nelson Carvajal en 1998, se suicida de un tiro en la cabeza, después de que el juez se negara a concederle la palabra.

## Trayectoria

### Literatura
Publicó 21 libros, la mayoría de ellos con la Editorial Argenta. El contenido de sus obras lo llevó a ser conferencista en diversas universidades como Universidad Enrique Díaz de León, Universidad Nacional de Colombia, Universidad Libre y otras. Participó en diversos encuentros literarios como la feria internacional del libro de Guadalajara y la feria internacional del libro de Bogotá en 2008, donde se donaron 70 000 libros del título Propuesta de Paz a alumnos universitarios de las principales universidades de la capital colombiana. El contenido de esta publicación hace parte del currículo académico de universidades nacionales y extranjeras como la Universidad Stanford, entre otras. Su pensamiento literario y tesis económicas se ha expuesto en varios países latinoamericanos tales como Estados Unidos, México, República Oriental del Uruguay y Argentina, gozando de la aceptación de intelectuales y pensadores, lo mismo que en Colombia.

#### Temática
El eje temático de su obra fue la paz. De su filosofía pacifista nacieron varios libros como Propuesta de Paz, publicación lanzada en su primera edición en 2006 de la cual se han impreso 300 000 ejemplares, es un texto que propone una solución práctica al conflicto armado de Colombia. Este libro junto con Claves para construir la paz, —donde es coautor con otros literatos, historiadores y periodistas— fueron la base ideológica para iniciar los diálogos en la La Habana Cuba entre la guerrilla de las Fuerzas Armadas Revolucionarias de Colombia -FARC- y autoridades del gobierno nacional de Juan Manuel Santos, quienes en el 2016 lograron llegar a un acuerdo para la firma de la paz en Colombia.

#### Obras
Escribió diversos libros, la mayoría inéditos y otros publicados. Publicó 21 libros, todos ellos con descarga gratuita a través del internet. De sus publicaciones tenemos:
- 2007 - Propuesta de paz: solución práctica al conflicto armado de Colombia[20]
- 2007 - Santos, héroes y sátiros: entre más cerca de la fe, más lejos de los mandamientos[21]
- 2007 - Bermudeando: entre el Diablo y yo.[22]
- 2007 - El fin del fin[23]
- 2008 - 111 Reflexiones de vida[24]
- 2008 - 222 Reflexiones de vida[25]
- 2011 - 234 reflexiones de vida[26]
- 2008 - 333 reflexiones de vida[27]
- 2009 - 666 Reflexiones de vida[28]
- 2009 - El reino de cristal[29]
- 2012 - El Dorado en el Amazonas. I (dos ediciones)[30]
- 2000 - El dorado en el amazonas II: los caballeros del temple[31] y segunda edición.[32]
- 2013 - El dorado en el Amazonas III: Tierra de dioses[33]
- 2013 - El príncipe Bupín[34]
- Claves para construir la paz, como coautor con Camilo González Posso, Juan Manuel López Caballero, Antonio José Caballero Velasco, Alejo Vargas Velásquez, Darío Fajardo Montaña y Bernardo García Guerrero.
- 2018 - 444 Reflexiones de vida (Sin publicar).
- 2018 - 555 Reflexiones de vida (Sin publicar).
- 2018 - 777 Reflexiones de vida (Sin publicar).
- 2018 - Las travesuras de Don Alfonso (Novela de época, sin publicar).

Fue columnista de diversos medios donde escribió sobre temas de economía, política nacional e internacional, crisis sanitarias, críticas de arte, e historia, entre otros temas de actualidad e interés general.

### Gestión filantrópica
En los últimos años apoyó fundaciones de animales, culturales y eventos artísticos. 

#### Como animalista
Asoanimales es una fundación que funcionaba gracias a sus donaciones, con su apoyo económico se creó el albergue donde se atienden las necesidades de salud, cuidado y alimentación en condiciones dignas para 650 animales entre perros y gatos que han sido abandonados en la ciudad de Neiva.

#### Artes plásticas
Ingresó a la pintura de forma autodidacta y participó, a través de "Arte sin fronteras por la paz", en exposiciones colectivas como invitado especial en "Fiesta de Paz" y "Miniarte Ilusión" 2018 en Gramado Brasil y “Mundo de colores” en la Sala Aires de la Asociación Cultural Aires de Córdoba en España, donde recibió mención de honor por su participación. Es invitado especial y participa con su pintura "Propuesta de Paz", de la serie abstracciones, la obra hace parte del mosaico internacional e itinerante de artistas por la Paz, presentado oficialmente el 11 de febrero en Museo de Arte Contemporáneo del Huila. Invitado a exponer de manera colectiva con otros importantes pintores de América Latina durante la inauguración del Museo Ernesto Ríos Rocha el 8 de agosto de 2020 en Ciudad de México, invitado especial a participar en las exposiciones colectivas "Renacimiento pandémico I y II" en Cancún y Ciudad de México.

#### Como gestor cultural
Cultural y artísticamente patrocinó la promoción de artistas plásticos nacionales y extranjeros a través de la fundación Arte sin fronteras por la Paz, y Organización Mundial de Artistas Integrados a artistas como Ernesto Ríos Rocha, Mario Ayerbe González, Gabriel Nieto Nieto, entre otros. 
Desarrolló una galería de arte público al aire libre con monumentos en bronce de escultores como Emiro Garzón, los cuales están instalados en el área de Amborco, zona que se proyecta como parador turístico ubicado en la jurisdicción del municipio de Palermo Huila, área localizada a dos kilómetros del casco urbano de la ciudad de Neiva, Colombia. Las obras que se encuentran en esta galería son: la "Diosa de la cosecha" en homenaje al Café Huilense, El Cortejo, Cruzando el Río, Los Leones, Amazonas, La Campesina.
Colaboró con la preservación de monumentos públicos de Neiva, entre otras labores en pro del patrimonio cultural del Huila.
Bajo su gestión como director general de la constructora Berdez, se inició en 2017 la construcción del parque temático con 100 de las estatuas más emblemáticas y representativas del Parque arqueológico de San Agustín. La obra pública en su primera fase fue inaugurada por autoridades locales y departamentales el 12 de abril de 2019, en el acto se presentaron 50 estatuas réplicas, instaladas en un corredor peatonal con acceso al público. El parque se encuentra ubicado en La Coruña Berdez, en la ribera malecón del río Magdalena, sobre la margen de la división fronteriza de la ciudad de Neiva y el municipio de Palermo Huila, a un costado del puente Santander, en la vía que conduce a la salida de la ciudad de Bogotá. El parque temático fue donado al municipio de Palermo, entidad que se hará cargo de la conservación, mantenimiento y seguridad de la obra.

## Logros
La vocación de  gestor cultural y pacifista además de la carrera de empresario como de literato apoyado de sus investigaciones históricas le hizo merecedor de diversos reconocimientos, homenajes y distinciones:
- 2009 - Orden de “Caballero”, otorgada por el Congreso de la república de Colombia, en la ciudad de Bogotá.[75]
- 2010 - Nominado al Premio Nobel de la Paz en el año 2010, Suecia.[76]
- 2018 - Miembro Honorífico de la Organización Mundial de Artistas Integrados, Fundación Cultural MAI internacional de Colombia y Arte sin fronteras por la Paz.[77][78]
- 2020 - Reconocimiento, Universidad Surcolombiana, Neiva.[79][80][81][82]
- 2021 - Reconocimiento, Concejo municipal de la ciudad de Pitalito, Huila - Colombia.[83]

## Suicidio y problemas judiciales
El 2 de septiembre de 2022 Fernando Bermúdez compareció en una audiencia virtual ante el juzgado Segundo Especializado de Neiva, en el marco del proceso por su presunta participación intelectual en el crimen del periodista radial Nelson Carvajal. El escritor y empresario, que se encontraba en su casa ubicada en zona rural de Armenia, pidió un receso, momento que aprovechó para buscar un arma y posteriormente quitarse la vida. Según su abogado defensor, el exfiscal Mario Iguarán, el hombre estaba inconforme con las decisiones del juez, que rechazó pruebas de la defensa y le negó el uso de la palabra al acusado poco antes de que decidiera atentar contra sí mismo.
El homicidio de Carvajal ocurrió el 16 de abril de 1998 en Pitalito, Huila, y al parecer estaba relacionado con las denuncias que el comunicador realizaba desde los noticieros en los que trabajaba, en las que daba cuenta de hechos de corrupción y lavado de dinero en la localidad. Aunque las autoridades detuvieron en 1999 al escritor y a otros dos presuntos implicados, al final los tres fueron absueltos y no hubo ninguna condena por el hecho. Al no esclarecerse el crimen, familiares del periodista acudieron a la Corte Interamericana de Derechos Humanos.
La Corte condenó al Estado colombiano en 2018, señalando que el caso debía seguir abierto ya que no se había avanzado en la investigación e instando a que la Nación reparara a las víctimas, quienes tuvieron que salir del país después del asesinato de su familiar. Un año después, la Fiscalía 95 de la Unidad Delegada ante el Tribunal Superior del Distrito Judicial de Bogotá declaró el homicidio como crimen de lesa humanidad. Estas razones llevaron a la Procuraduría General de la Nación a instar una demanda de revisión del fallo que había absuelto a Bermúdez Ardila en 2001.
Hacia finales de febrero de 2022, la Corte Suprema de Justicia acogió la solicitud del Ministerio Público y decidió revocar la decisión de absolución y rehacer el proceso, teniendo en cuenta la existencia de pruebas nuevas que señalaban al también exconcejal como supuesto determinador del asesinato.